# Conjunt d'habitatges a la plaça Prim, 1-3
El Conjunt d'habitatges a la plaça Prim, 1-3 és una obra de Tarragona protegida com a Bé Cultural d'Interès Local.

## Descripció
Conjunt integrat per tres habitatges. Els habitatges dels extrems consten de dos alçats.
El primer en cantonada amb dos alçats (un dona al carrer de la Unió i l'altre a la plaça Prim). Ocupa una parcel·la semicircular que només permet col·locar tres obertures per pis a la façana de la plaça i una al del carrer de la Unió. L'edifici és de planta baixa i dos pisos. El primer té balconada seguida amb balcons de ferro forjat i al pis superior s'utilitza el que s'anomena finestra/balcó.
L'acabament de l'edifici ve també donat per un frontó sense cap classe de decoració. La decoració originària amb florons s'ha perdut.
L'edifici del centre es tracta d'un habitatge entre parets mitgeres. Ocupa una parcel·la semicircular que només permet col·locar dues obertures per pis. L'edifici és de planta baixa i dos pisos. El primer té balconada seguida amb balcons de ferro forjat. La decoració originària de l'acabament superior s'ha perdut.
El tercer edifici en cantonada com el primer també consta de dos alçats (un dona al carrer de la Unió i l'altre a la Plaça Prim). Ocupa una parcel·la semicircular que només permet col·locar tres obertures per pis a la façana de la plaça i una al del carrer de la Unió.
L'edifici és de planta baixa, entreplanta i un pis. L'acabament de l'edifici ve també donat per un frontó sense cap tipus de decoració.
La decoració originària amb florons s'ha perdut.
El tractament dels alçats és molt semblant amb la disposició de les arcades als baixos i jerarquització de les obertures.
Horitzontalment cal ressenyar la col·locació d'una imposta a l'altura dels forjats
Tot l'interès de la construcció rau en la disposició acadèmica dels balcons, i en la disposició harmònica amb la resta d'alçats de la plaça.